# Jean Louis Le Hir
Pour les articles homonymes, voir Le Hir.
Jean-Louis Le Hir est un artiste, scénariste et illustrateur français de bande dessinée, dessinateur de presse et de publicités.
Il a réalisé plusieurs albums avec son fils Louis, décédé en 2020 à 34 ans.

## Œuvres

### Ouvrages humoristiques
- Recrutement y a de la joie, Eyrolles, 1993.
- C'est qui le boss, Vents d'Ouest, 2003[1].
- Le boss se marre, Vents d'Ouest, 2005.

### Bandes dessinées

#### Co-Création avec Louis Le Hir
- "Clown", avec Louis Le Hir. Mosquito. 2012 - tome 1[2]
- "American Clown" avec Louis Le Hir, Mosquito. 2014 - tome 2[3],[4]
- "Jeff Clown" avec Louis Le Hir, Mosquito. 2015 - tome 3[5]
- "Hansel et Gretel". avec Louis Le Hir. Mosquito,  2013[6]
- "Le Petit Poucet avec Louis Le Hir, Mosquito, 2018[7]
- "Bouche De Cuir avec Louis Le Hir, Mosquito, travail en cours

#### Scénariste/Dessinateur
- "Le mystère de l'Antarctique". Glénat. 1984.
- "La voix des ténèbres". Glénat. 2005.
- "Une nuit chez Kipling". Vents d'Ouest. 2006.

#### Dessinateur
- Cholms et Stetson contre le Caïman, scénario de Henri Filippini. Glénat. 1985.
- Charles Miller, scénario de Jan Bucquoy. Ansaldi. 1985

1. Les mouettes meurent à l'aube

- Sherlock, (Glénat), scénario de Didier Convard

1. Révélation (2008)
2. Les coquelicots du Penjab (2008)

- La crypte rouge, (couverture) scénario de Jack Chaboud, dessin de Jacques Armand. Une idée bizarre. 2012.

### Illustrations
- Petit bréviaire des présidentielles, texte de Jacques Edouard, Filippacchi, 1995
- L'ombre de Guignol, texte de Jack Chaboud, Magnard, 1997
- Deux frères dans la tempête, texte de Yvan Mauffret, Liv'Éditions, 2000
- Le mystère dévoilé, texte de Jack Chaboud, La Chaîne d'Union n°61, 2012